# ماریا ویتوریا
ماریا ویتوریا (انگلیسی: Maria Vittoria dal Pozzo) همسر آمادئوی اول اسپانیا،یکی از پسران ویکتور امانوئل دوم، بود.